# 莫卡辛 (加利福尼亞州圖奧勒米縣)
莫卡辛（英語：Moccasin）是位於美國加利福尼亞州圖奧勒米縣的一個非建制地區。該地的面積和人口皆未知。

## 地理
莫卡辛的座標為38°48′39″N 120°18′00″W / 38.81083°N 120.30000°W，而該地的平均海拔高度為285米（即935英尺）。